# 雷金纳德·多尔蒂
雷金纳德·多尔蒂（英語：Reginald Doherty，1872年10月14日—1910年12月29日），英国男子网球运动员。他曾代表英国参加1900年和1908年夏季奥林匹克运动会网球比赛，获得三枚金牌和一枚铜牌。